# 압둘 젤릴 아자군
압둘 젤릴 아자군(영어: Abdul Jeleel Ajagun, 1993년 2월 10일, 라고스 ~) 은 나이지리아의 축구 공격형 미드필더로, 현재 알힐랄에서 활약하고 있다.

## 클럽 경력
아자군은 나이지리아 클럽 돌핀스의 유소년팀 출신이다.
2013년 8월 28일, 파나티나이코스는 아자군과 4년 계약을 체결해 영입을 확정지었다고 발표하였다. 플라타니아스와의 파나티나이코스 데뷔전에서, 그는 득점을 기록하였다.

## 국가대표팀 경력
그는 2009년 FIFA U-17 월드컵에서 홈 안방에서 준우승을 차지한 나이지리아 U-17 국가대표팀의 전 선수로, 이 대회에서 두골을 넣었다. 그는 나이지리아 U-20 국가대표팀 일원으로 CAF U-20 축구 선수권 대회에 두 차례 참가하였다. 그는 2013년에 U-20 국가대표팀 주장을 맡아 튀르키예에서 열린 2013년 FIFA U-20 월드컵에서 3위를 차지하였다.
2013년 6월 21일, 아자군은 2-3으로 패한 포르투갈과의 2013년 FIFA U-20 월드컵의 첫 경기에서 두 골을 득점하였다.

## 수상

### 클럽
돌핀스
- 나이지리아 프리미어리그: 2010-11

파나티나이코스
- 그리스 컵: 2013-14

### 국가대표팀
나이지리아 U-20
- CAF U-20 축구 선수권 대회: 2011